# Seigneurie de Rode-le-Duc

Écu de la seigneurie

La seigneurie ou pays de Rode-le-duc, de Rolduc ou de Rode, est le nom historique de la zone comprenant les villes de Kerkrade aux Pays-Bas et Rode-le-duc, en allemand Herzogenrath, en Allemagne. Elle englobe  les villes actuelles de Kerkrade, Rode-le-duc et Übach-Palenberg, ainsi que d'autres  devenus indépendants depuis. Les possessions de l'abbaye de Rolduc, sécularisées vers 1800, y étaient incluses.

## Histoire

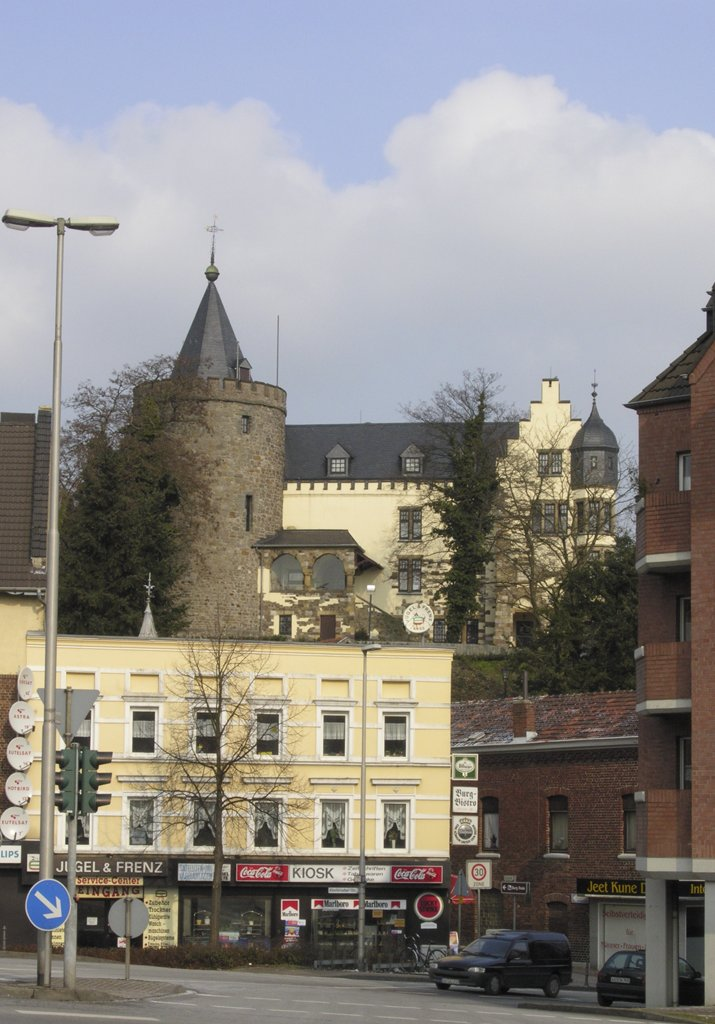
Château-fort de Rode

La seigneurie faisait partie des Pays d'Outremeuse et appartenait au Duché du Brabant comme le duché de Limbourg, le comté de Fauquemont (Fauquemont-sur-Gueule, Pays-Bas) et le Comté de Dalhem.
Après la guerre de Quatre-Vingts Ans, en 1661, le comté de Dalhem comme la seigneurie de Rode-le-Duc sont scindés en deux parties : une partie allant aux Provinces-Unies.  L'autre partie restant sous contrôle espagnol, puis autrichien. Le pays est alors divisé en deux :

Pays de Rode en 1661 et division de celui-ci

- L'Espagne ayant la ville de Rode-le-Duc et les villages Merkstein, Kerkrade, Ubach qui comprenait Ubach over Worms, Simpelveld avec Bocholtz, Wels et Roerdorp (de). En outre, l’Espagne reçoit tous les champs, situés au pays et à l'étranger et appartenant au château.
- Les États généraux ont reçu villages: Gulpen, Margraten et Vaals avec Vijlen et Holset.

Par le traité de Fontainebleau en 1785, l'État ne conserve que Cadier et Oost, et est dès lors dénommé avec Rode-le-Duc ou Hertogenrade, Pays unis de Daelhem et Rode-le-Duc ou Pays unis de Daelhem et Hertogenrade.

### Eurorode
Les deux villes, Rode-le-Duc et Kerkrade, n'ont été séparées l'une de l'autre que par la démarcation consécutive au Congrès de Vienne en 1815, coopèrent officiellement depuis 1998 sous la forme d'un organisme sous le nom d'Eurode. L'objectif est d'améliorer les contacts entre les deux villes à tous les niveaux. Le nom Eurode fait également référence à la désignation historique de la zone.

### Ambassade du Pays de Rode
Dans la ville belge de Limbourg, ancienne capitale du Duché de Limbourg se trouve l'ambassade du Pays de Rode, une association culturelle visant à renforcer les liens historiques entre la ville de Limbourg et le pays de Rode (Kerkrade et l'abbaye de Rolduc mais également le château de Rode à Rode-le-Duc).